# 988 Appella
Appella (asteroide 988) é um asteroide da cintura principal com um diâmetro de 25,91 quilómetros, a 2,4176169 UA. Possui uma excentricidade de 0,2320844 e um período orbital de 2 040,33 dias (5,59 anos).
Appella tem uma velocidade orbital média de 16,7863304 km/s e uma inclinação de 1,57754º.
Esse asteroide foi descoberto em 10 de Novembro de 1922 por Benjamin Jekhowsky.